# I Novissimi
I Novissimi. Poesie per gli anni '60 è un'antologia di poesie scritte da vari autori e a cura di Alfredo Giuliani. Rappresenta l'inizio del movimento di Neoavanguardia denominato Gruppo 63, che si costituirà due anni dopo in un convegno a Palermo. La prima edizione fu pubblicata per Rusconi e Paolazzi nella "Biblioteca del Verri", collana di poesia diretta da Luciano Anceschi. 

## La raccolta
Senza dubbio, in ogni epoca la poesia non può essere «vera» se non è «contemporanea»; e se ci domandiamo: – a che cosa? – la risposta è una sola: al nostro sentimento della realtà, ovvero alla lingua che la realtà parla in noi con i suoi segni inconciliabili. [...]

Il nostro compito è di trattare la lingua comune con la stessa intensità che se fosse la lingua poetica della tradizione e di portare quest'ultima a misurarsi con la vita contemporanea.
L'antologia raccoglie componimenti, oltre che dello stesso Giuliani (che si è occupato anche di curare le note ai testi), di Elio Pagliarani, Edoardo Sanguineti, Nanni Balestrini e Antonio Porta. Si tratta di poesie eversive, che rifiutano la tradizione letteraria - specialmente quella degli anni Cinquanta - e denunciano la mancanza di senso del mondo contemporaneo.
Il titolo fu trovato da Sanguineti, riferendosi alla possibilità di una «novità ultima a noi storicamente offerta», ovvero quella di raccogliere testi di giovani poeti (che vengono identificati nei cinque autori appartenenti alla rivista Il Verri).
Tra gli altri testi, contiene stralci dai fortunati poemetti La ragazza Carla di Elio Pagliarani e Laborintus di Edoardo Sanguineti.

## Struttura
I componimenti sono preceduti da un'Introduzione di Alfredo Giuliani e seguiti dalla sezione "Dietro la poesia", contenente sei scritti (Poesia e poetica di Porta, Linguaggio e opposizione di Balestrini, La sintassi e i generi di Pagliarani, Poesia informale? e Poesia e mitologia di Sanguineti e Il verso secondo l'orecchio di Giuliani), e dalle "Notizie" biografiche sugli autori.
Elio Pagliarani
- Narcissus pseudonarcissus
- I goliardi delle serali
- Domenica
- Poème antipoème
- Da La ragazza Carla

Alfredo Giuliani
- Prologo
- Resurrezione dopo la pioggia
- I giorni aggrappati alla città
- Quando vidi il salice
- Grigie radure s'accendono
- Compleanno
- Predilezioni
- Il vecchio
- Prosa
- Penuria e fervore
- Chi guarda per essere guardato
- È dopo

Edoardo Sanguineti
- Da Laborintus
- Da Erotopaegnia
- Alphabetum

Nanni Balestrini
- Apologo dell'evaso
- De cultu virginis
- Da Il sasso appeso
- Da Frammenti del sasso appeso
- Da Corpi in moto e corpi in equilibrio
- Da L'istinto di conservazione
- De Magnalibus Urbis M.

Antonio Porta
- Europa cavalca un toro nero
- Vegetali, animali
- La pelliccia del castoro
- Di fronte alla luna
- Meridiani e paralleli
- Contemplazioni
- La palpebra rovesciata
- Dialogo con Herz
- In re
- Aprire

## Edizioni
- Alfredo Giuliani (a cura di), I Novissimi. Poesie per gli anni '60, Milano, Rusconi e Paolazzi, 1961.
- Alfredo Giuliani (a cura di), I Novissimi. Poesie per gli anni '60, Torino, Einaudi, 1965.
- Alfredo Giuliani (a cura di), I Novissimi. Poesie per gli anni '60, Torino, Einaudi, 1972.
- Alfredo Giuliani (a cura di), I Novissimi. Poesie per gli anni '60, Torino, Einaudi, 2003.